# Tito 3
Tito 3 é o terceiro e último capítulo da Epístola a Tito, de autoria do Apóstolo Paulo, que faz parte do Novo Testamento da Bíblia.

## Estrutura
I. Instruções adicionais acerca da manutenção da doutrina das boas obras e o método divino da salvação
1. Obrigações e deveres sociais, v. 1,2
2. O método de salvação pela graça
a) A universalidade do pecado, v. 3
b) A graça purificadora por meio de Cristo, e não das boas obras, é a base da salvação, v. 4-7
3. A importância das boas obras deve ser ensinada constantemente, v. 8
4. Como enfrentar as questões tolas e a heresia, v. 9-11
5. Palavras finais e bênção, v. 12-15